# 川中島の戦い
川中島の戦い（かわなかじまのたたかい）は、日本の戦国時代に、領土拡大を目指し信濃国（現在の長野県）南部や中部を制圧し、さらに北信濃に侵攻した甲斐国（現在の山梨県）の戦国大名である武田信玄（武田晴信）と、北信濃や信濃中部の豪族から助けを求められた越後国（現在の新潟県）の戦国大名である上杉謙信（長尾景虎）との間で、主に川中島で行われた数次の戦いをいう。双方が勝利を主張した。
1542年（天文11年）に武田信玄が甲斐国の実権掌握後に信濃国に侵攻して各地を制圧し、さらに北信濃に侵攻したことで越後の上杉謙信との間に軍事的な緊張が生まれた。武田信玄と上杉謙信の対立は、北信濃の覇権を巡る戦いとなり、その後の武田軍と上杉軍は川中島の地域を主戦場にして戦うことになった。

最大の激戦となった第四次の戦は千曲川と犀川が合流する三角状の平坦地である川中島の八幡原史跡公園周辺が主戦場だったと推定されている。また、その他の場所で行われた戦いも総称として川中島の戦いとされる。

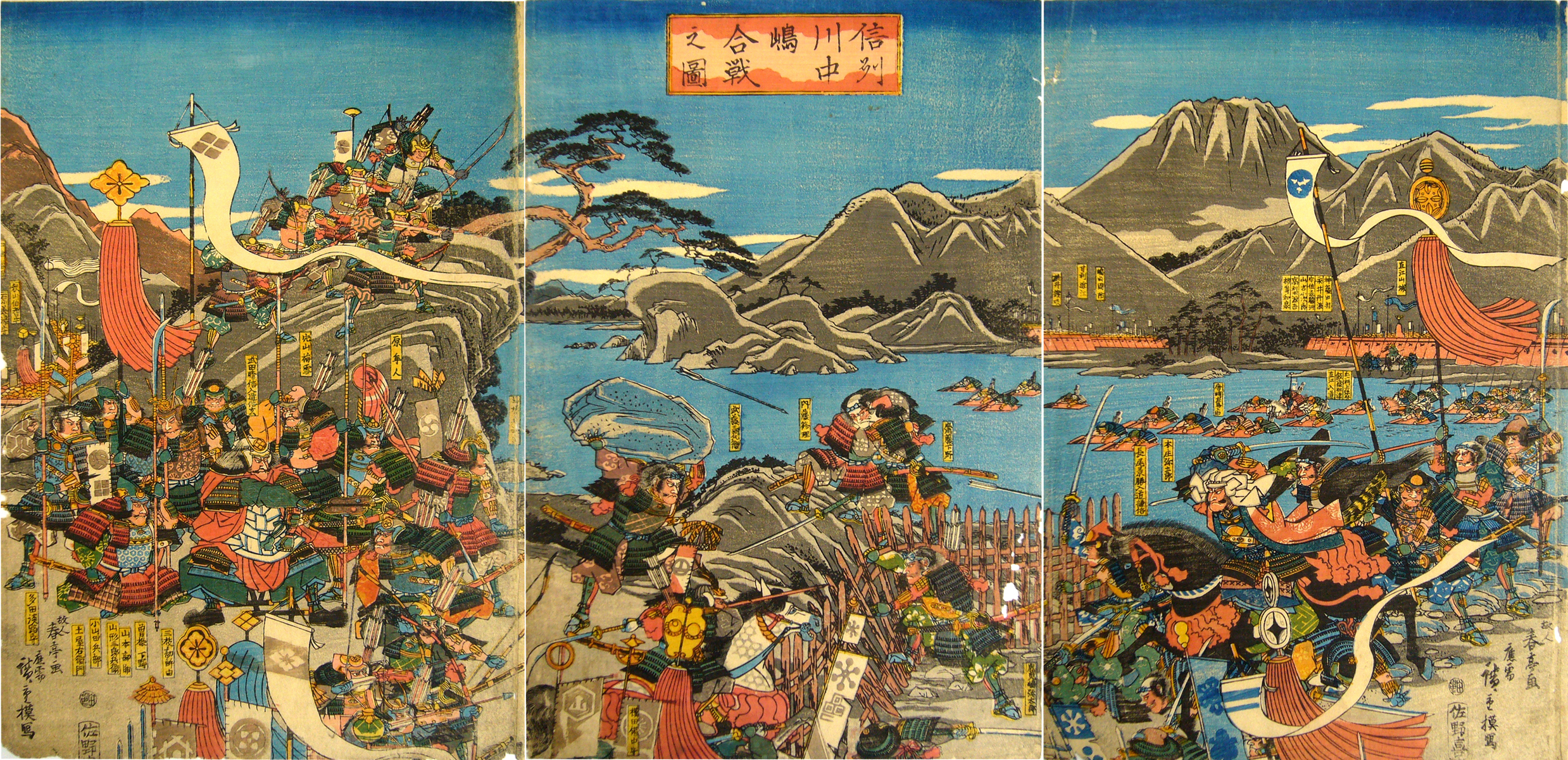
故人春亭画 応需広重模写「信州川中嶋合戦之図」

川中島の戦いの主な戦闘は、計5回、12年余りに及ぶ。実際に「川中島」で戦闘が行われたのは、第二次の犀川の戦いと第四次のみであり、一般に「川中島の戦い」と言った場合、最大の激戦であった第4次合戦（永禄4年9月9日（1561年10月17日）から10日〈18日〉）を指すことが多い。
1. 第一次合戦：天文22年（1553年）
2. 第二次合戦：天文24年（1555年）
3. 第三次合戦：弘治3年（1557年）
4. 第四次合戦：永禄4年（1561年）
5. 第五次合戦：永禄7年（1564年）

ただし、古文書や古記録の研究の進展から、北信濃地域ではこの5回の他にも武田・上杉両軍による軍事行動が確認されている（#研究史）。

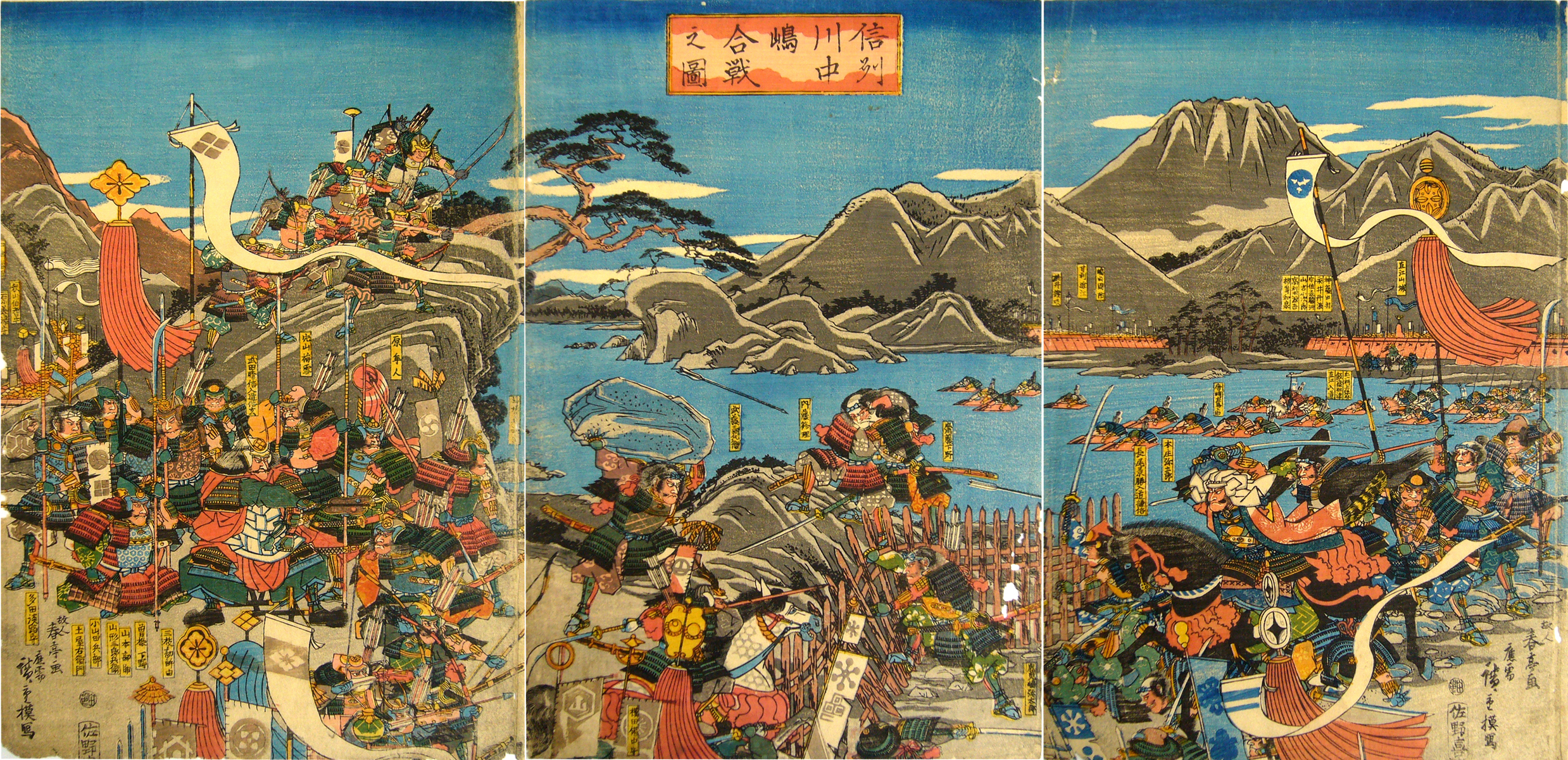
故人春亭画 応需広重模写「信州川中嶋合戦之図」

## 戦国期東国の地域情勢と川中島合戦

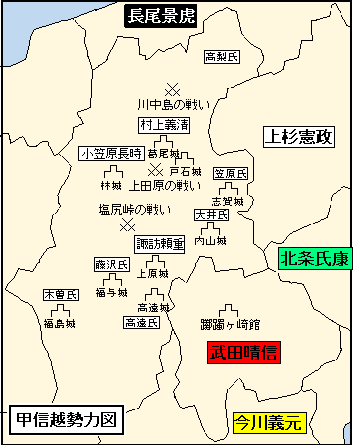
戦国時代の甲信越地方[//upload.wikimedia.org/wikipedia/ja/7/73/%E6%88%A6%E5%9B%BD%E7%94%B2%E4%BF%A1%E8%B6%8A.png 拡大

室町期の東国は鎌倉公方の分裂や鎌倉公方と関東管領の対立などの影響を受けて乱国状態にあったが、戦国期には各地で戦国大名化した地域権力が出現し、甲斐国では守護武田氏、越後国では守護代の長尾氏による国内統一が進んでいた。一方、信濃国では守護の小笠原氏が分裂していた上に北信濃の村上氏など有力な国衆が守護に匹敵する勢力を持っていた。小笠原長棟の時代に小笠原氏が統一され、村上氏との婚姻同盟の締結に成功した結果、ようやく地域権力化が始まろうとした矢先の天文11年（1542年）に長棟が病死して嫡男・長時への当主交代が行われる。
甲斐国は信虎期に国内統一が成され、対外的には両上杉氏や駿河今川氏、信濃諏訪氏との和睦が成立し、信濃佐久郡・小県郡への侵攻を志向していた。武田氏では天文11年（1542年）に武田晴信への当主交代があり、晴信期には諏訪氏との同盟関係が手切となる。なお、天文11年には関東管領上杉憲政が佐久郡出兵を行っており、諏訪氏は同盟関係にあった武田氏や村上氏への通告なく佐久郡の割譲を行っており、武田氏ではこれを盟約違反と捉えたものと考えられている。武田晴信（信玄）が家督を継ぐと諏訪郡を制圧し信濃侵攻を本格化させ、相模後北条氏との関係改善を図る外交方針の転換を行う。
それまで武田氏と友好的関係にあった山内上杉家は関東において北条氏と敵対していたため、武田氏が北条氏と同盟することは武田氏と山内上杉氏との間の関係悪化を招き、信濃国衆を庇護した山内上杉氏と対立していく。
その後、甲斐の武田晴信は信濃国への軍の出兵を繰り返し、信濃の領国化を進めた。これに対して、佐久に隣接する小県方面では村上氏が、諏訪に隣接する中信地方では深志を拠点とした信濃守護家の小笠原氏が抵抗を続けていた。
武田軍は、高遠氏、藤沢氏、大井氏など信濃国人衆を攻略、天文16年（1547年）には佐久に影響力を残していた関東管領上杉憲政を小田井原で破り、笠原氏の志賀城（佐久市）を落として村上氏と対峙する。
天文17年（1548年）の上田原の戦いでは、武田晴信は村上義清に敗北を喫するが、塩尻峠の戦いで武田軍は小笠原長時を撃破する。
天文19年（1550年）、武田軍は小笠原長時を追い払い、仁科盛能を臣従させ、武田氏は中信地方を制圧し自国の領土とする。
同年、武田軍は村上義清の支城の戸石城（砥石城とも）を攻めるが、敗退する（砥石崩れ）。しかし、翌天文20年（1551年）、真田幸隆の働きにより、武田軍は戸石城を落とすことに成功。また屋代氏などの北部の与力衆の離反もあって村上義清は本拠地葛尾城に孤立し、武田氏の勢力は善光寺（川中島）以北や南信濃の一部を除き、信濃国のほぼ全域に広がることになった。
また、信玄は越後隣国の越中国の内乱に干渉し続けたことから、謙信は度々越中国に遠征しなければならず、天正4年（1576年）には謙信が越中国を統一することとなった。（越中の戦国時代を参照）
対武田では村上氏と協力関係にあった長野盆地以北の北信濃国人衆（高梨氏や井上氏の一族など）は、元々村上氏と北信の覇権を争っていた時代から越後の守護代家であった長尾氏と繋がりがあった。信濃で村上氏の勢力が衰退し、代わって武田晴信の率いる武田軍の脅威が増大すると北信濃国人衆は恐怖を感じて越後の長尾氏に援助を求めるようになった。特に長尾氏と高梨氏とは以前から縁戚関係を結んでおり、父長尾為景の実母は高梨家出身であった。越後の守護でもあった関東管領上杉氏との戦いでは、長尾家は先々代高梨政盛から多大な支援を受けていた。更に当代の高梨政頼の妻は景虎の叔母でもあった。こうして、越後の景虎は北信濃での戦いに本格的に軍事介入することになった。

## 川中島

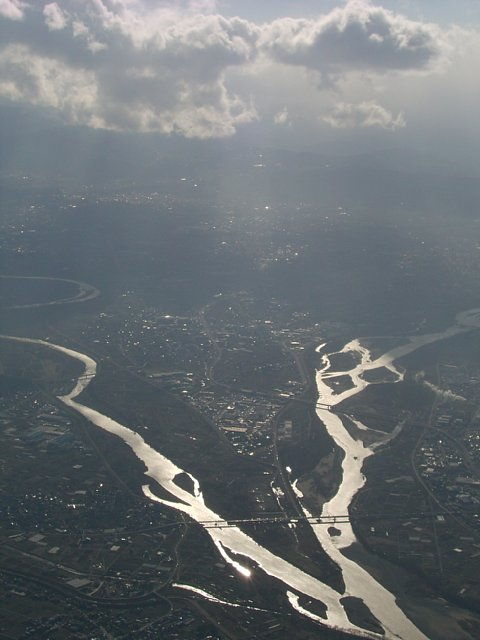
千曲川（左）へ犀川が合流する地点

信濃国北部、千曲川のほとりには戦国期には善光寺平、現在では長野盆地と呼ばれる盆地が広がる。この地には信仰を集める名刹・善光寺があり、戸隠神社や小菅神社、飯綱など修験道の聖地もあって有力な経済圏を形成していた。長野盆地の南で、犀川が千曲川へ合流する地点から広がる地を川中島と呼ぶ。古来、交通の要衝であり、戦略上の価値も高かった。武田にとっては長野盆地以北の北信濃から越後国へとつながる要地であり、上杉にとっては千曲川沿いに東に進めば小県・佐久を通って上野・甲斐に至り、そのまま南下すれば信濃国府のあった松本盆地に至る要地であった。
この地域には栗田氏や市河氏、屋代、小田切、島津などの小国人領主や地侍が分立していたが、徐々に村上氏の支配下に組み込まれていった。これらの者達は、武田氏が信濃に侵攻を始めた当初は村上義清に従っていたが、村上氏の勢力が衰退すると武田氏に応じる者が出始める。

## 第一次合戦

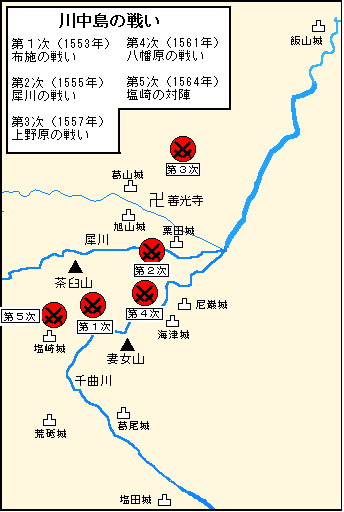
川中島の戦い[//upload.wikimedia.org/wikipedia/ja/1/17/%E5%B7%9D%E4%B8%AD%E5%B3%B6%E3%81%AE%E6%88%A6%E3%81%84.png 拡大

川中島の戦いの第一次合戦は、天文22年（1553年）に行われ、布施の戦いあるいは更科八幡の戦いとも言う。長尾景虎（上杉謙信）が北信濃国人衆を支援して、初めて武田晴信（武田信玄）と戦った。
天文22年（1553年）4月、武田晴信は北信濃へ軍を出兵して、小笠原氏の残党と村上氏の諸城を攻略。支えきれなくなった村上義清は、葛尾城を捨てて越後国へ逃れ、長尾氏と縁戚につながる高梨氏を通して景虎に支援を願った。
5月、村上義清は北信濃の国人衆と景虎からの支援の兵5000を率いて反攻し、八幡の戦い（現・千曲市八幡地区、武水別神社付近）で勝利。晴信は一旦兵を引き、村上義清は葛尾城奪回に成功する。7月、武田氏軍は再び北信濃に侵攻し、村上氏方の諸城を落として村上義清の立て籠もる塩田城を攻めた。8月、村上義清は城を捨てて越後国へ逃れる。
9月1日、景虎は自ら兵を率いて北信濃へ出陣。布施の戦い（現長野市篠ノ井）で武田軍の先鋒を破り、軍を進めて荒砥城（現千曲市上山田地区）を落とし、3日には青柳城を攻めた。武田氏軍は、今福石見守が守備する苅屋原城救援のため山宮氏や飯富左京亮らを援軍として派遣し、さらに荒砥城に夜襲をしかけ、長尾氏軍の退路を断とうとしたため、景虎は八幡原まで兵を退く。一旦は兵を塩田城に向け直した景虎だったが、塩田城に籠もった晴信が決戦を避けたため、景虎は一定の戦果を挙げたとして9月20日に越後国へ引き揚げた。晴信は10月17日に本拠地である甲斐国・甲府へ帰還した。
この戦いは川中島を含む長野盆地より南の千曲川沿いで行われており、長野盆地の大半をこの時期まで反武田方の諸豪族が掌握していたことが判る。長尾氏にとって、村上氏の旧領復活こそ叶わなかったが、村上氏という防壁が崩れた事により北信濃の国人衆が一斉に武田氏に靡く事態を防ぐ事には成功した。武田氏にとっても、長野盆地進出は阻まれたものの、小県郡はもちろん村上氏の本領・埴科郡を完全に掌握でき、両者とも相応の成果を得たといえる。
なお、最初の八幡の戦いにも景虎自らが出陣したとする説がある反面、武田氏研究者の柴辻俊六は、布施の戦いに関しても景虎が自ら出陣したとする確実な史料での確認が取れないとして、疑問を呈している。

## 第二次合戦
川中島の戦いの第二次合戦は、天文24年（1555年）に行われ、犀川の戦いとも言う。武田晴信と長尾景虎は、200日余におよぶ長期にわたり対陣した。
天文23年（1554年）、武田晴信は南信の伊那郡を制圧すると同時に、同年末には関係改善が図られていた相模国の後北条氏、駿河国の今川氏と三者で同盟を結び、特に北関東において上杉氏と対峙する後北条氏と共同して上杉氏と対決していく（甲相駿三国同盟）。その上で、長尾氏の有力家臣北条高広（越後北条氏）に反乱を起こさせた。景虎は北条高広を降すが、背後にいる晴信との対立は深まった。この年中信地域で小笠原氏と共に武田氏に抵抗していた二木氏が小笠原氏逃亡後になって赦免を求め、これを仲介した大日方氏が賞されている。

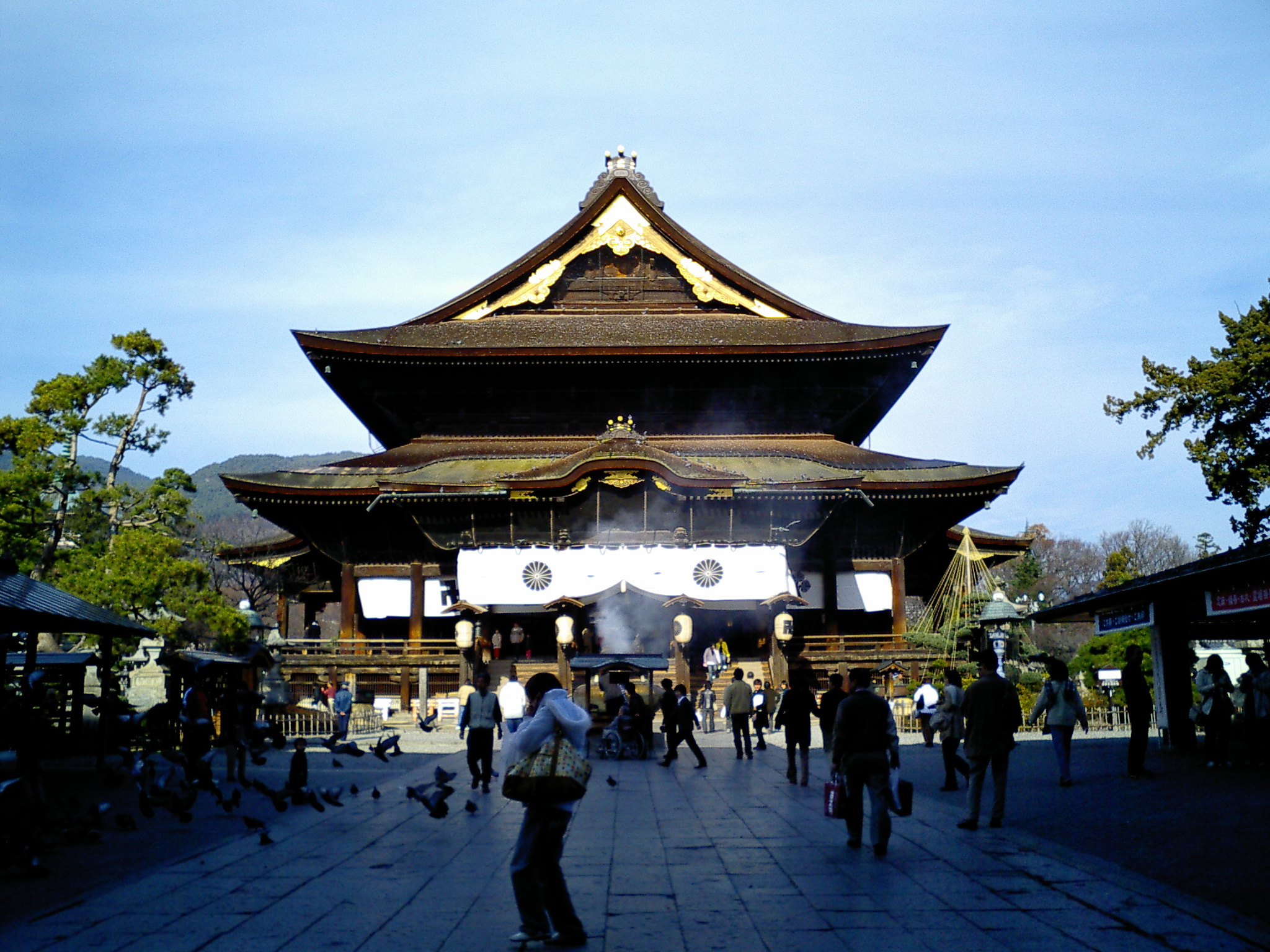
善光寺

天文24年・弘治元年（1555年）、信濃国善光寺の国衆・栗田永寿 (初代)が武田氏に寝返り、長野盆地の南半分が武田氏の勢力下に置かれ、善光寺以北の長尾氏方諸豪族への圧力が高まった。
晴信は同年3月、景虎は4月に善光寺奪回のため長野盆地北部に出陣した。栗田永寿と武田氏の援軍兵3000は栗田氏の旭山城（長野県長野市）に篭城する。景虎としてはこの旭山城を無視して犀川渡河をしてしまうと旭山城の守兵に軍勢の背後を突かれてしまう危険があり着陣後も容易に動くことが出来なかった。そこで長尾軍は旭山城とは裾花川を挟んでほぼ真正面に位置する葛山に葛山城（長野県長野市）を築いた。これによって前進拠点を確保したと共に旭山城の機能を封殺することに成功した。
晴信も旭山城の後詰として川中島へ出陣し、犀川を挟んで両軍は対峙した。7月19日、長尾軍が犀川を渡って戦いをしかけるが決着はつかず、両軍は200日余に渡り対陣することになる。兵站線（前線と根拠地の間の道）の長い武田軍は、兵糧の調達に苦しんだとされる。長尾軍の中でも動揺が起こっていたらしく、景虎は諸将に忠誠を確認する誓紙を求めている。
長尾軍に呼応して一向一揆の抑えとして加賀に出兵していた朝倉宗滴が亡くなったことで、北陸方面への憂いが生じたこともあり、
閏10月15日、駿河国の今川義元の仲介で和睦が成立し、両軍は撤兵した。和睦の条件として、晴信は須田氏、井上氏、島津氏など北信国衆の旧領復帰を認め、旭山城を破却することになった。これにより長尾氏の勢力は、長野盆地の北半分（犀川以北）を確保したことになる。
その後、晴信は木曽郡の木曾義康・義昌父子を降伏させ、南信濃平定を完成させた。
第二次川中島の戦いにおいては武田・長尾双方に複数の感状が現存しており、両者とも抗争の舞台を「川中島」と認識していることが確認される。

## 第三次合戦

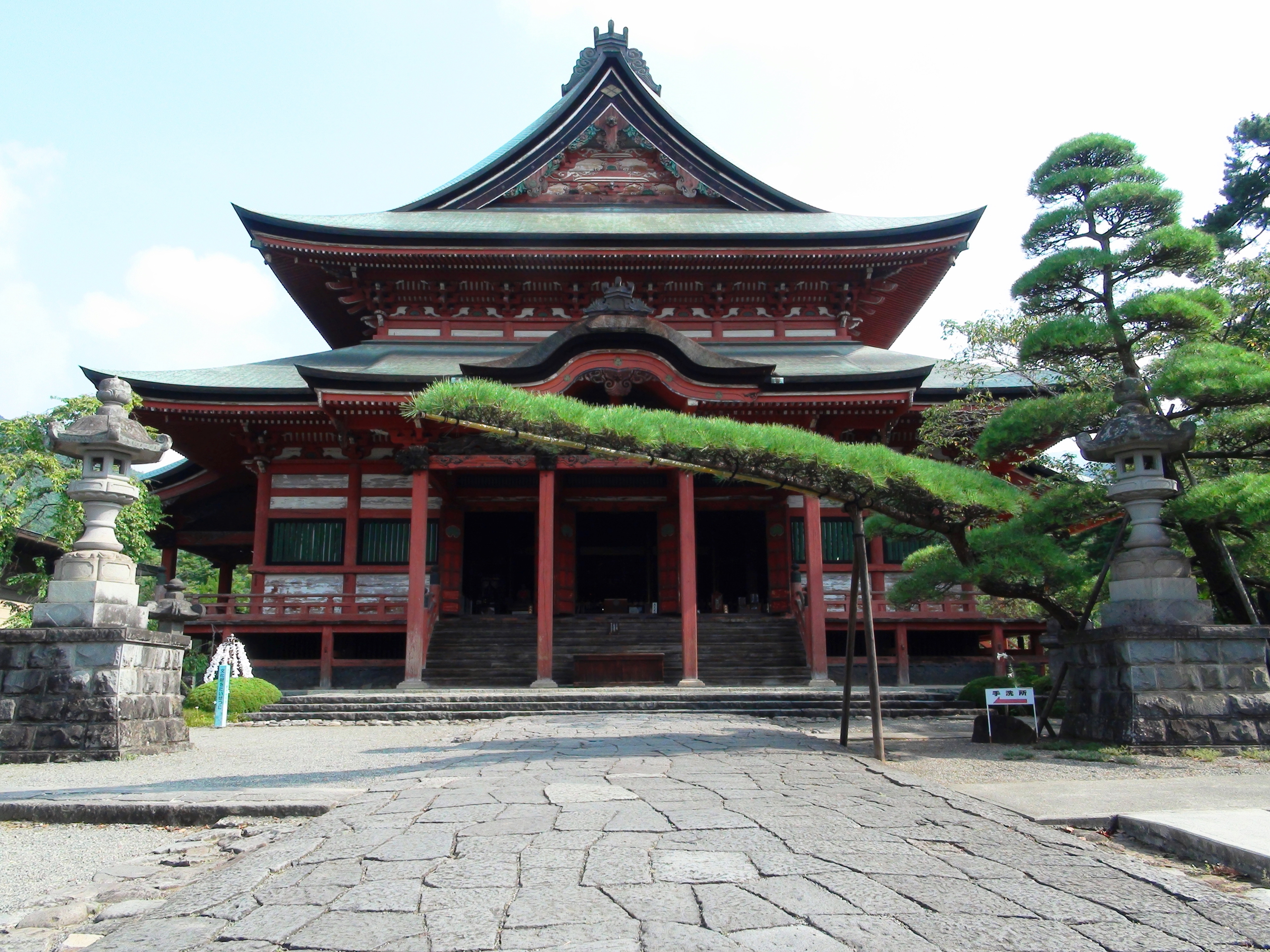
甲斐善光寺

第三次合戦は、弘治3年（1557年）に行われ、上野原の戦いとも言う。武田晴信の北信への勢力伸張に反撃すべく長尾景虎は出陣するが、武田晴信は決戦を避け、決着は付かなかった。
弘治2年（1556年）6月28日、越後では宗心（景虎）が出家隠遁を図る事件が起きている。景虎は長尾政景らの諫言、家臣団は忠誠を誓ってこれを引き止め、出家は取りやめになっている。晴信は長尾氏との和睦後も北信国衆や川中島方面の国衆への調略を進めており、同年7月には高井郡の市河氏にも知行宛行を行っている。8月には真田幸綱（幸隆）・小山田虎満（備中守）らが東条氏が拠る長野盆地東部の埴科郡尼飾城（長野市松代町）を陥落させ、同年8月には景虎家臣の大熊朝秀が武田氏に内通し挙兵する事件が起きており、朝秀は同月13日に越後駒帰（新潟県糸魚川市青梅）において景虎に敗れると武田氏に亡命し武田家臣となっている（『上越』）。
弘治3年（1557年）正月、景虎は更科八幡宮（武水別神社、長野県千曲市）に願文を捧げて、武田氏討滅を祈願している。同2月15日に晴信は長尾方の前進拠点であった水内郡葛山城（長野市）を落とし落合氏を滅ぼし、高梨政頼の居城である飯山城に迫った。晴信はさらに同3月14日に出陣し、北信国衆への褒賞などを行っている。景虎の対応は雪解けまで遅れた。
長尾氏も攻勢を強め、4月18日には景虎自身が出陣し長野盆地に着陣した。4月から6月にかけて北信濃の武田氏の諸城を攻め、高井郡山田城、福島城を落とし、長沼城と善光寺を奪還。横山城に着陣して、さらに破却されていた旭山城を再興して本営とした。5月、景虎は武田氏領内へ深く侵攻、埴科郡・小県郡境・坂木の岩鼻まで進軍した。
6月11日に景虎は高梨政頼を派遣して高井郡の市河藤若（信房か）への調略を行い、同16日に晴信は藤若に対して援軍を約束しており、同18日には北条氏康の加勢である北条綱成勢が上田に到着し、同23日に景虎は飯山城へ撤退した。晴信は市河氏（志久見郷）への救援に塩田城の原与左衛門尉の足軽衆を派遣させているが間に合わず、塩田城の飯富虎昌に対して今後は市河氏の緊急時に際しては自身の命を待たずに派兵することを命じている。武田氏は志久見郷の防衛に成功。長尾氏は武田領深く侵攻し長野盆地奪回を図り7月には高井郡野沢城・尼飾城を攻めるが武田氏は決戦を避け、景虎は飯山城（長野県飯山市）に引き揚げた。
弘治3年（1557年）7月5日、武田氏は安曇郡平倉城（小谷城）を攻略すると北信・川中島へと侵攻し、8月下旬には髻山城近くの水内郡上野原において武田氏・長尾氏は合戦を行う。景虎は旭山城を再興したのみで大きな戦果もなく、9月に越後国へ引き揚げ、晴信も10月には甲斐国へ帰国した。

### 足利義輝の仲介と永禄元年の合戦説
このころ京では将軍の足利義輝が三好長慶、松永久秀と対立し近江国高島郡朽木谷（滋賀県高島市）へ逃れる事件が起きている。義輝は勢力回復のため景虎の上洛を熱望しており、長尾氏と武田氏の和睦を勧告する御内書を送った。晴信は長尾氏との和睦の条件として義輝に信濃守護職を要求し、永禄元年（1558年）正月16日に武田晴信は信濃守護に補任され、嫡男武田義信は三管領に准じる待遇を与えられた。
武田晴信の信濃守護補任の条件には景虎方の和睦が条件であったと考えられており、信濃への派兵を続ける晴信に対し義輝は晴信を詰問する御内書を発しており、同年11月28日に晴信は陳弁を行い正当性を主張し長尾方の撤兵を求めている。なお、義輝は晴信の陳弁に対して、景虎に信濃出兵を認め、前信濃守護である小笠原長時の帰国を後援するなど晴信の信濃守護補任を白紙へ戻そうとしていたと考えられている。晴信の信濃守護補任は武田氏の信濃支配を追認するもので信濃支配への影響は少ないことも指摘されており、晴信の信濃守護補任はあくまで政治外交上の影響力にとどまっていたものであると考えられている。
なお、この永禄元年に景虎が海野方面に兵を進めたために、晴信も対抗して兵を進めた。景虎は一度は撤退したものの、秋頃に再度景虎が信濃に侵入したために晴信も再び出陣したとしている。同年9月には晴信が善光寺から本尊を持ち帰って甲斐善光寺を創建したと伝えられており（『王代記』）、この時の出陣と関係があるとも言われている。

### 武田氏が高梨氏館（中野城）を落とす
永禄2年（1559年）3月、長尾氏の有力な盟友であった高梨氏は本拠地の高梨氏館（中野城）（長野県中野市）を落とされ、飯山城（長野県飯山市）に後退した。長尾景虎は残る長尾方の北信国衆への支配を強化して、実質的な家臣化を進めることになる。
景虎はこの年の4月に上洛を果たして将軍足利義輝と会談し、義輝より三管領や足利一門に匹敵する様々な特典を授与された。更に北信濃を長尾氏の分国であると認定し、信濃国衆の扱いについては景虎に意見する権利を認めた。つまり、景虎はこの問題に関しては将軍に代わって守護である武田晴信を指揮命令する権限を与えられたことになった。当然、晴信はこれを許容せず、景虎は信濃出兵を自己の権限で行う大義名分を獲得することになった。

## 第四次合戦
『甲陽軍鑑』によれば、永禄3年（1560年）11月には武田氏一族の「かつぬま五郎殿」が上杉謙信の調略に応じて謀反を起こし、成敗されたとする逸話を記している。勝沼氏は武田信虎の弟である勝沼信友がおり、信友は天文4年（1535年）に死去しているが、『甲陽軍鑑』では「かつぬま五郎殿」を信友の子息としているが、一方で天文8年頃には府中今井氏の今井信甫が勝沼氏を継承して勝沼今井氏となっている。信甫の子息には信良がおり、謀反を起こした「かつぬま五郎殿」はこの信良を指すとする説がある。
川中島の戦いの第四次合戦は、永禄4年（1561年）に行われ、八幡原の戦いとも言う。第一次から第五次にわたる川中島の戦いの中で唯一大規模な戦いとなり、多くの死傷者を出した。
一般に「川中島の戦い」と言った場合にこの戦いを指すほど有名な戦いだが、第四次合戦については前提となる外交情勢については確認されるが、永禄4年に入ってからの双方の具体的経過を述べる史料は『甲陽軍鑑』などの軍記物語のみである。そのため、本節では『甲陽軍鑑』など江戸時代の軍記物語を元に巷間知られる合戦の経過を述べることになる。確実な史料が存在しないため、この合戦の具体的な様相は現在のところ謎である。しかしながら、『勝山記』や上杉氏の感状や近衛前久宛文書など第四次合戦に比定される可能性が高い文書は残存しているほか、永禄4年を契機に武田・上杉間の外交情勢も変化していることから、この年にこの地で激戦があったことは確かである。現代の作家などがこの合戦についての新説を述べることがあるが、いずれも史料に基づかない想像が多い。

### 合戦の背景
天文21年（1552年）、北条氏康に敗れた関東管領・上杉憲政は越後国へ逃れ、景虎に上杉氏の家督と関東管領職の譲渡を申し入れていた。永禄2年（1559年）、景虎は関東管領職就任の許しを得るため、二度目の上洛を果たした。景虎は将軍・足利義輝に拝謁し、関東管領就任を正式に許された。永禄3年（1560年）、大義名分を得た景虎は関東へ出陣。関東の諸大名の多くが景虎に付き、その軍勢は10万に膨れ上がった。北条氏康は、決戦を避けて小田原城（神奈川県小田原市）に籠城した。永禄4年（1561年）3月、景虎は小田原城を包囲するが、守りが堅く攻めあぐねた（小田原城の戦い）。
永禄4年（1561年）4月、武田信玄が割ヶ嶽城（長野県上水内郡信濃町）を攻め落とした。その際、武田信玄の信濃侵攻の参謀と言われた原虎胤が負傷した。これに代わって、山本勘助が参謀になる。
北条氏康は、同盟者の武田信玄（武田晴信が永禄2年に出家して改名）に援助を要請し、信玄はこれに応えて北信濃に侵攻。川中島に海津城（長野県長野市松代町）を築き、景虎の背後を脅かした。やがて関東諸将の一部が勝手に撤兵するに及んで、景虎は小田原城の包囲を解いた。景虎は、相模国・鎌倉の鶴岡八幡宮で、上杉家家督相続と関東管領職就任の儀式を行い、名を上杉政虎と改めて越後国へ引き揚げた。
同じ頃、将軍足利義輝と三好長慶が事実上の和解を果たし、閏3月に義輝から政虎に御内書が出された。それは同族である三好長慶の下で食客になっていた小笠原長時の信濃帰国を支援するように命じたもので、長く対立していた室町幕府と三好政権が武田信玄の信濃守護任命を事実上白紙撤回して、小笠原氏を守護として復帰させる方針で合意し、政虎にその実現を求めたものであった。また、長時の嫡男である小笠原長隆は当時政虎の下にいた。
関東制圧を目指す政虎にとって、背後の信越国境を固めることは急務であった。そのため、武田氏の前進拠点である海津城を攻略して、武田軍を叩く必要があった。同年8月、政虎は越後国を発向し善光寺を経由して妻女山に布陣した。これに対する武田方は茶臼山（雨宮の渡し、塩崎城、山布施城等諸説がある）に対陣する。

### 『甲陽軍鑑』等における合戦の経過

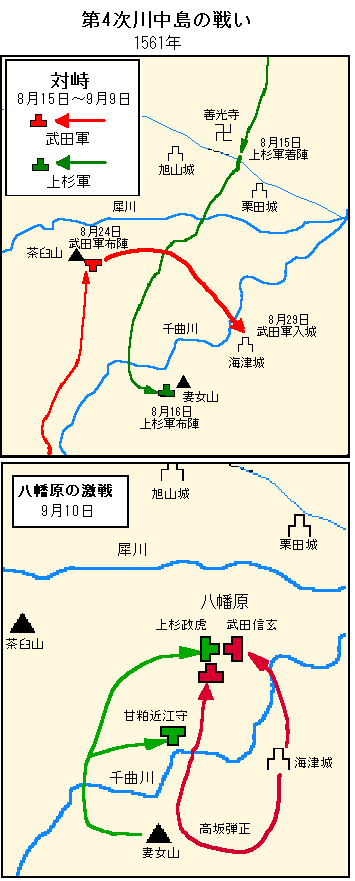
第4次川中島の戦い[//upload.wikimedia.org/wikipedia/ja/0/0e/%E7%AC%AC4%E6%AC%A1%E5%B7%9D%E4%B8%AD%E5%B3%B6%E3%81%AE%E6%88%A6%E3%81%84.png 拡大

上杉政虎は、8月15日に善光寺に着陣し、荷駄隊と兵5000を善光寺に残した。自らは兵1万3000を率いて更に南下を続け、犀川・千曲川を渡り長野盆地南部の妻女山に陣取った。妻女山は川中島より更に南に位置し、川中島の東にある海津城と相対する。武田信玄は、海津城の武田氏家臣・高坂昌信から政虎が出陣したという知らせを受け、16日に甲府を進発した。
信玄は、24日に兵2万を率いて長野盆地西方の茶臼山に陣取って上杉軍と対峙した。なお、『甲陽軍鑑』には信玄が茶臼山に陣取ったという記述はなく、茶臼山布陣はそれ以後の軍記物語によるものである。実際には長野盆地南端の、妻女山とは千曲川を挟んで対峙する位置にある塩崎城に入ったといわれている。これにより妻女山を、海津城と共に包囲する布陣となった。そのまま膠着状態が続き、武田軍は戦線硬直を避けるため、29日に川中島の八幡原を横断して海津城に入城した。政虎はこの時、信玄よりも先に陣を敷き海津城を攻めることもでき、海津城を落とせば戦局を有利に進めることもできたが、攻めることはなかった。これについては、海津城の攻略に手間取っている間に武田軍本隊の川中島到着を許せば城方との挟撃に合う可能性もあるため、それを警戒して敢えて攻めようとしなかった可能性がある。
膠着状態は武田軍が海津城に入城した後も続き、士気の低下を恐れた武田氏の重臣たちは、上杉軍との決戦を主張する。政虎の強さを知る信玄はなおも慎重であり、山本勘助と馬場信房に上杉軍撃滅の作戦立案を命じた。山本勘助と馬場信房は、兵を二手に分ける、別働隊の編成を提案した。この別働隊に妻女山の上杉軍を攻撃させ、上杉本軍を麓の八幡原に追いやり、これを平野部に布陣した本隊が待ち伏せし、別働隊と挟撃して殲滅する作戦である。これは啄木鳥（きつつき）が嘴（くちばし）で虫の潜む木を叩き、驚いて飛び出した虫を喰らうことに似ていることから、「啄木鳥戦法」と名づけられた。
9月9日（ユリウス暦では1561年10月17日、現在のグレゴリオ暦に換算すると1561年10月27日）深夜、高坂昌信・馬場信房らが率いる別働隊1万2000が妻女山に向い、信玄率いる本隊8000は八幡原に鶴翼の陣で布陣した。しかし、政虎は海津城からの炊煙がいつになく多いことから、この動きを察知する。政虎は一切の物音を立てることを禁じて、夜陰に乗じて密かに妻女山を下り、雨宮の渡しから千曲川を対岸に渡った。これが、頼山陽の漢詩『川中島』の一節、「鞭声粛々夜河を渡る」（べんせいしゅくしゅく、よるかわをわたる）の場面である。政虎は、甘粕景持（長重）、村上義清、高梨政頼に兵1000を与えて渡河地点に配置し、武田軍の別働隊に備えた。当初はこの武田別働隊の備えに色部勝長、本庄繁長、鮎川清長ら揚北の諸隊も含まれていたらしいが、これらの部隊は八幡原主戦場での戦況に応じて移動をしたらしく最終的には甘粕隊のみとなったとされる。
10日（ユリウス暦では1561年10月18日、現在のグレゴリオ暦に換算すると1561年10月28日）午前8時頃、川中島を包む深い霧が晴れた時、いるはずのない上杉軍が眼前に布陣しているのを見て、信玄率いる武田軍本隊は動揺した。政虎は、柿崎景家を先鋒に、車懸り（波状攻撃）で武田軍に襲いかかった。武田軍は完全に裏をかかれた形になり、鶴翼の陣（鶴が翼を広げたように部隊を配置し、敵全体を包み込む陣形）を敷いて応戦したものの、上杉軍先鋒隊の凄まじい勢いに武田軍は防戦一方で信玄の弟の武田信繁や山本勘助、諸角虎定、初鹿野忠次らが討死、武田本陣も壊滅寸前であるなど危機的状況であったという。
乱戦の最中、手薄となった信玄の本陣に政虎が斬り込みをかけた。『甲陽軍鑑』では、白手拭で頭を包み、放生月毛に跨がり、名刀、小豆長光を振り上げた騎馬武者が床几（しょうぎ）に座る信玄に三太刀にわたり斬りつけ、信玄は床几から立ち上がると軍配をもってこれを受け、御中間頭の原大隅守（原虎吉）が槍で騎馬武者の馬を刺すと、その場を立ち去った。後にこの武者が上杉政虎であると知ったという。
頼山陽はこの場面を「流星光底長蛇を逸す」と詠じている。川中島の戦いを描いた絵画や銅像では、謙信（政虎）が行人包みの僧体に描かれているが、政虎が出家して上杉謙信を名乗るのは9年後の元亀元年（1570年）である。信玄と謙信の一騎討ちとして有名なこの場面は、歴史小説やドラマ等にしばしば登場しているが、確実な史料上からは確認されない。なお、上杉側の史料である『北越太平記』（『北越軍談』）では一騎討ちが行われた場所を御幣川の渦中とし、信玄・謙信ともに騎馬で信玄は軍配でなく太刀を持ち、信玄は手を負傷して退いたとしている。また、大僧正・天海の目撃談も記している。江戸時代に作成された『上杉家御年譜』では、斬りかかったのは荒川伊豆守だと書かれている。また、盟友関係にあった関白・近衛前久が政虎に宛てて、合戦後に送った書状では、政虎自ら太刀を振ったと述べられており、激戦であったことは確かとされる。
政虎に出し抜かれ、もぬけの殻の妻女山に攻め込んだ高坂昌信・馬場信房率いる武田軍の別働隊は、八幡原に急行した。武田別働隊は、上杉軍のしんがりを務めていた甘粕景持（長重）隊を１千が待ち構え見事な戦いぶりに最短距離を進むことが出来ず、八幡原への到着が遅れることになる。この甘粕景持（長重）のしんがりぶりは、後世の軍記物で次の様に評されている。
- 『甲陽軍鑑』では、「甘粕近江守は、雑兵と共に千人の部隊を少しも散らすことなく、武田方の大軍を受け止め、（敗走する）越後勢全軍が逃げるための退路を確保し、静かに二十町（約2.2キロメートル）ほど後退しました。これを見て、謙信の本隊だと見間違える者が多くいました。甘粕近江守自身は少しも崩れませんでした。彼は六、七騎の供と四、五十人の雑兵を連れて犀川（さいがわ）を渡り、川の向こう岸に三日間留まりました。そして、敗走してきた越後勢の兵を集めてから帰陣しました。この甘粕近江守の働きぶりは、近隣の国々はおろか遠い国にまで知れ渡り、称賛しない者はいませんでした。謙信秘蔵の侍大将の中でも、甘粕近江守は筆頭と言えるでしょう[24]。」と激賞されている。
- 『 松隣夜話』では、「甘糟近江守は、葛尾山という所に二日間留まった。三つの旗を立て、退却に遅れた雑兵や下人たちを集め、手傷を負って倒れ伏している者たちの生死を確認し、手当てをした。敵の拠点である貝津からわずか十五町（約1.6キロ）しか離れていない場所で、このように戦後処理をやり遂げた様子は、本当に噂に違わぬ勇気と知謀を兼ね備えた侍大将であると、評判になったということである[25]。」と称賛されている。
- 『 川中島合戦評判』では、「その時、上杉輝虎（後の謙信）は、まず甘糟景持に一千の兵を率いさせて堅い守りの部隊を編成させ、（中略）中でも甘糟景持は、犀川を挟んで眼前の大軍と対峙し、三日間もその場に馬を留めて動じなかった。その間に敗走してきた味方の兵を収容し、意気揚々と引き揚げていった。当時の人々で、その勇猛さを称賛しない者はなかったということだ[26]。」と評されている。

甘粕景持（長重）の奮戦により、武田別動隊は、予定より遅れ、昼前（午前10時頃）には八幡原に到着した。しかし、武田軍の本隊は、どうにか上杉軍の攻撃に耐えており、別働隊の到着によって上杉軍は挟撃される形となった。形勢不利となった政虎は、兵を引き犀川を渡河して善光寺に敗走した。信玄も午後4時に追撃を止めて八幡原に兵を引いたことで合戦は終わった。上杉軍は川中島北の善光寺に後詰として配置していた兵5000と合流して、越後国に引き上げた。
この戦による死者は、上杉軍が3000余、武田軍が4000余と伝えられ、互いに多数の死者を出した。信玄は、八幡原で首実検を行い、勝鬨を上げさせて引き上げ、政虎も首実検を行った上で越後へ帰還している。『甲陽軍鑑』はこの戦を「前半は上杉の勝ち、後半は武田の勝ち」としている。合戦後の書状でも、双方が勝利を主張しており、明確な勝敗がついた合戦ではなかった。
この合戦に対する政虎の感状が3通残っており、これを「血染めの感状」と呼ぶ。政虎はほぼ同じ内容の感状を7通発給しており、自身の旗本や揚北衆の中条や色部を中心にその戦功を称えている。信玄側にも2通の感状が確認されている。

### 参戦武将
- 武田軍
  - 旗本本隊（8000人）
    - 総大将：武田信玄
    - 武田信繁、武田義信、武田信廉、武田義勝（望月信頼）、穴山信君、飯富昌景（山県昌景）、工藤祐長（内藤昌豊）、諸角虎定、跡部勝資、今福虎孝、浅利信種、山本勘助、室賀信俊

  - 妻女山別働隊（1万2000人）
    - 春日虎綱（高坂昌信）、馬場信房、飯富虎昌、小山田信有（弥三郎）？、甘利昌忠、真田幸綱（幸隆）、相木昌朝、芦田信守、小山田虎満（昌辰）、小幡憲重
- 上杉軍（1万3000人）
  - 総大将：上杉政虎
  - 柿崎景家、本庄実乃、五十公野治長、中条藤資、安田長秀、加地春綱、色部勝長、本庄繁長、鮎川清長、山吉豊守、村上義清、高梨政頼、井上清政、北条高広、宇佐美定満、荒川長実、志駄義時、大川忠秀
  - 　直江実綱（小荷駄護衛）
  - 　甘粕景持（長重）（殿〈しんがり〉）
  - 　長尾政景（春日山留守居）
  - 　斎藤朝信（越中方面守備）

『甲陽軍鑑』などによる。なお、都留郡の領主である小山田氏は、『甲陽軍鑑』では当主の弥三郎信有が参陣し妻女山を迂回攻撃する部隊に配属されたと記している。一方、『勝山記』によれば弥三郎信有本人は病床にあったため参陣せず、小山田衆を派遣しており、小山田衆は側面攻撃を意味する「ヨコイレ」を行ったという。弥三郎信有は永禄8年（1565年）に死去し、小山田氏当主は信茂に交代する。

## 第五次合戦
川中島の戦いの最終戦である第五次合戦は、永禄7年（1564年）、塩崎の対陣とも言う。上杉輝虎（上杉政虎が、永禄4年末に、将軍義輝の一字を賜り改名）は、武田信玄の飛騨国侵入を防ぐために川中島に出陣した。川中島に布陣する謙信に対して、信玄は決戦を避けて塩崎城に布陣するのみで、にらみ合いで終わった。
輝虎は、関東へ連年出兵して後北条氏との戦いを続けた。後北条氏と同盟する武田氏は常に輝虎の背後を脅かしていた。輝虎の信玄への憎悪は凄まじく、居城であった春日山城（新潟県上越市）内の看経所と弥彦神社（新潟県西蒲原郡弥彦村）に、「武田晴信悪行之事」と題する願文を奉納し、そこで信玄を口を極めて罵り、必ず退治すると誓った。

### 飛騨国内紛に武田・上杉が介入
飛騨国では国衆同志の争いが武田氏・上杉氏の対立と相関し、飛騨国衆の三木良頼・三木自綱親子と江馬（江間）輝盛は、江馬時盛と敵対していた。永禄7年（1564年）には信玄が江馬時盛を、輝虎が三木氏・江馬輝盛を支援して介入する。『甲陽軍鑑』によれば、同年6月に信玄は家臣の山県昌景・甘利昌忠（信忠）を飛騨へ派遣し、これにより三木氏・江馬輝盛は劣勢となる。同年8月、輝虎は信玄の飛騨国侵入を防ぐため、川中島に出陣した。信玄は長野盆地南端の塩崎城まで進出するが決戦は避け、2ヶ月に渡り対陣する。10月になって、両軍は撤退して終わった。
以後、信玄は東海道や美濃、上野方面に向かって勢力を拡大し、輝虎は関東出兵に力を注ぎ、川中島で大きな戦いが行われることはなかった。

## 第六次合戦
平成19年（2007年）、西川広平は永禄10年（1567年）8月7日・8日に武田氏の家臣が信濃国の下之郷神社に奉納した起請文「生島足島神社起請文」を分析した結果、武田・上杉両軍が川中島で対陣していたと結論づけた。
この起請文については、長年同年に発生した義信事件との関連で論じられてきたが、文中に長尾景虎を討つことや戦功を上げることなどが書かれ、上杉軍との戦いを意識した内容が多い。一方、同じ8月7日に上杉謙信が太田資正に書状を送り、飯山城の普請によって出陣が遅れたことを詫びた上で、8月中に越山して佐野の仕置をすると伝えている。ところが、別の文書から飯山城の普請が完了したのが10月になってしまったことが判明する。更に越中魚津城代になっていた河田長親が某年10月20日に河上中務丞充てに出した書状で、越中の情勢に触れた後で、上杉軍が7月から60日以上川中島で対陣したとする内容が記されている。従来はこの書状は第五次合戦の時のものとする説が強かったが、河田長親が上野沼田城代から越中魚津城代に移ったのは永禄9年（1566年）のことなのでそれ以降の年次でないと辻褄が合わなくなると考えられる。こうしたことから、永禄10年には謙信も信玄も川中島に出陣していた可能性が高く、これを「第六次合戦」とするのが近年の考え方である。また、これに関連して、塩崎城での対峙を第五次合戦ではなく、この第六次合戦の時のことと考えた方が整合性が取れるとする研究者もいる。

### 永禄11年の戦い
永禄11年（1568年）7月10日、信玄は飯山城を攻撃しているが、10月には飯山城を落とせないまま信玄は撤退したという。この戦いは同年3月に発生した本庄繁長の乱に乗じたものと考えられ、謙信が信濃に出陣したことは確認できていないが早い段階で新発田氏の兵などが援軍として派遣され、信玄の要請を受けた本願寺顕如の命を受けた西厳寺などによる一向一揆も武田側として動員された大規模な戦いであったという。

## 戦後の甲越関係と川中島
川中島をめぐる武田氏・上杉氏間の抗争は第四次合戦を契機に収束し、以後両者は直接衝突を避けている。謙信は信玄の支援を受けた、越中の武将や越中一向一揆の鎮圧に忙殺されることになる。
武田氏は、対外方針を転じ、同盟国であった今川氏と敵対する織田氏と外交関係を深め、永禄8年（1565年）、信長の養女を信玄の四男・諏訪勝頼（武田勝頼）の妻に迎える。同年10月、今川氏真の妹を正室とする嫡男・義信の謀反が発覚し（義信事件）、永禄11年（1568年）11月、義信正室が駿河へ帰国した。他方、今川氏は、上杉氏と秘密外交を行ったが、これが武田方に露見する。武田氏は、同年12月、駿河今川領国への侵攻を開始するが（駿河侵攻）、これは北条氏との甲相同盟を破綻させ、対上杉の共闘体制も解消される。北条氏は、上杉氏と同盟して武田領国への圧力を加え（越相同盟）、武田氏は、織田氏と友好的関係を築き、上杉氏との和睦を模索している（甲越和与）。
その後、武田氏は、三河徳川家康の領国である遠江・三河方面への侵攻を開始し（西上作戦）、上杉氏とは甲相同盟の回復により本格的な抗争には格っていない。

### 長篠の戦い以降
元亀4年（1573年）の信玄死去直後、将軍足利義昭が織田信長によって京都から追放される。毛利輝元の元に亡命した義昭は上杉謙信と北条氏政、そして武田氏の家督を継いだ武田勝頼に対して和睦して一致協力して信長を排除するように求めた。天正3年（1575年）から翌4年（1576年）にかけて、義昭は複数回にわたって和睦の仲介を取ろうとした。上杉・北条との和睦は越相同盟破棄の経緯から実現出来なかったが、長篠の戦いで信長に敗れたばかりの勝頼は謙信との和睦を決断し、天正3年10月に甲越和睦が成立し、翌年に本願寺および一向一揆勢力と和睦した謙信は信長と絶交することになる。武田・上杉の和睦は謙信存命中は破られることはなかった。
謙信死去により越後で後継をめぐる御館の乱（1578年）が起こると、武田勝頼は越後に出兵する。上杉景勝は、勝頼の異母妹菊姫と婚を通じて和睦し、甲越同盟が成立する。

### 甲州征伐
甲越同盟によって、武田氏の勢力は、川中島の戦いの係争地であった川中島四郡を超えて越後国に及んだ。結果、甲相同盟を再び破綻させ、上杉氏では柴田勝家らからなる織田軍の攻勢を防備するが、武田方では天正10年（1582年）に織田・徳川連合軍による侵攻（甲州征伐）により滅亡する。

### 武田氏滅亡と天正壬午の乱
武田氏滅亡後の川中島を含む信濃領国は森長可ら織田家臣によって支配されるが、同年末の本能寺の変において信長が横死すると森長可が逃亡し無主となった武田遺領は空白地域となり、上杉、徳川、北条三者による争奪戦（天正壬午の乱）となり、武田遺領は徳川氏により確保された。

### 豊臣政権
豊臣秀吉によって上杉家は会津を経て米沢へ移封され、川中島の地域は徳川氏の勢力下となった。天下統一をなした豊臣秀吉は、川中島の地を訪れ、人々が信玄と謙信の優れた軍略を称賛するなか、「はかのいかぬ戦をしたものよ」となじった、という話が伝わる。

### 江戸時代
元和8年（1622年）、真田家が、徳川政権により、上田城から海津城（松代城）に移される。一帯は戦乱や洪水で荒れ果てていたが、藩主は勿論、家臣団ら武田遺臣にとっても祖父や大叔（伯）父らが活躍した川中島の地は神聖視され、松代藩の手により辛うじて残されていた戦跡は保護されたり語り継がれることとなった。

## 両軍の兵力
江戸時代の幕府の顧問僧であった天海の目撃情報などに基づく。
|        | 上杉軍   | 武田軍   | 備考 |
| ------ | -------- | -------- | --- |
| 第一次 | 8,000人  | 10,000人 | 小競り合いにて終結。 |
| 第二次 | 8,000人  | 12,000人 | 膠着状態になり、今川義元の仲介にて、旭山城の破却と犀川を境として北を上杉領、南を武田領とすることで和睦。                             |
| 第三次 | 10,000人 | 23,000人 | 足利義輝の仲介（御内書）にて和睦。晴信が信濃守護となる。                                                                             |
| 第四次 | 13,000人 | 20,000人 | 多数の死傷者を出す激戦となり、双方が勝利を主張。武田信繁・諸角虎定・山本勘助など名立たる武将が討ち死するも、北信濃の地は武田が制圧。 |
| 第五次 | ?人      | ?人      | 両軍睨み合いのまま双方撤退。 |

## 異説
川中島の戦いにおける記録の中には、周知されているものとは別の説が存在する。
- 川中島の戦いは、戦を行う理由として、武田、長尾（上杉）両氏が内乱を起こしかねない臣下に対して求心力を高めるためのパフォーマンスのようなものだったとする説がある[41]。
- 『甲陽軍鑑』に記される「啄木鳥の戦法」については、いくつかの異論や反論が存在する。まず、妻女山の尾根の傾斜がきつく、馬が通るだけの余裕がないため、実際に挟み撃ちが可能かについて疑問が出されている[42]。そこで妻女山に陣をしいた上杉軍を取り囲んで兵糧攻めにしたところ、窮地を脱しようと上杉軍が全軍で武田軍本陣に突撃をかけたのではないかとする説が生まれた。
- 両軍ともに濃霧の中で行軍していて、本隊同士が期せずして遭遇して合戦になったという「不期遭遇戦説」[43]もある。この説は、当時の合戦にしては異常ともいえる死亡率の高さの説明にもなり[注釈 10]、状況証拠などの分析により一定の信憑性があるとされる。

## 研究史
江戸時代には『甲陽軍鑑』や『川中島五箇度合戦之次第』などの軍記物が流布し、二次的に『武田三代記』『北越軍記』『北越軍談』などの軍記物が生まれ、川中島の戦いは五回あったとする五戦説が広まっていた。
近代歴史学においては1889年（明治22年）に田中義成が五戦説を否定し、川中島の戦いは弘治元年と永禄4年の2回であったとした。また、1932年（昭和7年）には軍人の北村建信が田中の二戦説を補強している。
これに対し、1929年（昭和4年）には渡辺世祐が五戦説を提唱し、戦後には1959年（昭和34年）に小林計一郎が五戦説を支持している。
2000年には柴辻俊六が五戦説を再検討し、川中島の戦いとそれ以外の小規模な戦闘を甲越対戦と区別し、川中島の戦いは永禄4年9月の第四次合戦に限定されるとした。
2002年には平山優が信濃国衆の動向を中心に武田信玄の信濃侵攻から川中島の戦いに至る過程の再検討を行い、川中島の戦いを東国戦国史のなかに位置づけた。
2007年には西川広平が永禄10年（1567年）に武田信玄が家臣団に命じて下之郷神社（現在の生島足島神社）に納めさせた83枚の起請文（「生島足島神社起請文」重要文化財）を分析した結果、この起請文が同年に発生した飯山城攻防戦に関連して提出され、この際武田・上杉両軍が北信濃にて対峙した第六次合戦があったとする六戦説を提唱した。なお、西川の論文によれば、『甲陽軍鑑』には川中島の戦いを五戦とは明記されておらず、「川中島五戦」という呼称は『北越軍記』などの越後流軍学系の書物に見られるもので、更科・埴科・高井・水内の4郡を「川中島四郡」と呼ぶのと同様に上杉氏が同地域の支配の正当性を主張するために生み出された呼称ではないかと推測している。
前嶋敏の集計によれば、永禄元年（1558年）・同10年（1567年）・同11年（1568年）にも川中島の戦いとして位置づけられる戦いがあったとする研究があり、全てを数えると8回戦いが行われたことになる。

## 川中島合戦図
近世には『甲陽軍鑑』『北越軍談』に基づいて甲州流軍学・越後流軍学が形成され大名家にも招聘された。江戸前期から大名家においては『軍鑑』『軍談』『甲越信戦録』『絵本甲越軍記』などに基づいて川中島合戦図屏風が制作されたものと考えられている。現在でも数々の作例が現存しており、特に柏原美術館所蔵品や和歌山県立博物館所蔵品（紀州本）などが川中島合戦図屏風の代表作として知られる。川中島合戦図屏風は作例により『軍鑑』『軍談』それぞれの記述に忠実なものや両者が折衷したものなど特徴が見られ、これは製作された大名家における軍学の影響力が製作事情に反映されているものであると考えられている。
主題として描かれるのは主に永禄4年（1561年）9月1日の八幡原における合戦の場面で、画面構成は武田陣営には白熊兜や北斗七星の軍配を持ち床几に座すなどの特徴で信玄の姿が描かれ、上杉方では白頭巾や連銭芦毛の駿馬を駆った姿を特徴とする上杉謙信が描かれ、上杉勢の強襲により敗走する武田勢や迎え撃つ山県昌景の軍勢、妻女山から急行する武田別働隊、さらに信玄・謙信の一騎討ちなどの場面が異時同図的に描かれる。合戦の様子ではなく配陣図を描いた作例も見られる。
更に浮世絵の画題の一つ武者絵においても、川中島合戦図はしばしば描かれ、その数は200種類を超えるとも言われる。古くは懐月堂安度の肉筆画による信玄軍陣影図や一騎討ちの図、版画では二代鳥居清倍や奥村政信、喜多川歌麿らが一騎討ちの図を手掛けている。三枚続の群像表現を導入したのは、文化6年（1809年）の勝川春亭が最初である。その後、文政から天保にかけて同様の川中島合戦図は殆ど描かれていないが、天保15年（1844年）5月に歌川広重が春亭図を模した作品を描く。同年10月には本図の出版に対して伺書が提出され、南町奉行より出版許可が降りた。これが契機となって、続く弘化以降には歌川国芳や歌川芳虎ら国芳一門、歌川貞秀ら歌川派を中心に数多くの川中島合戦図が描かれるようになる。天正年間以降の合戦や人物を扱った作品では変名が使われるのが通例だが、それ以前の合戦である川中島合戦の場合は、人物や合戦名も史実通りに表記されるのが特徴である。場面としては一騎討ちの他にも、第四次合戦における山本勘助の活躍や討死などの名場面や、さらには武田・上杉両軍の諸将が対戦した創作的な作例も見られる。明治以降になると、歴史画の隆盛で画題が広がり、相対的に川中島合戦は描かれなくなるが、大分な揃物の中には、しばしば信玄や謙信が姿が見受けられる。

## 関連作品

### 小説
- 井上靖『風林火山』新潮社、改訂版2005年、ISBN 4101063079
- 新田次郎 『武田信玄』 風の巻、林の巻、火の巻、山の巻 文藝春秋 新装版 2005年 ISBN 4167112302, ISBN 4167112310, ISBN 4167112329, ISBN 4167112337
- 海音寺潮五郎『天と地と 下巻』文藝春秋、改訂版2004年、ISBN 4167135450
- 半村良『戦国自衛隊』角川書店、新装版2005年、ISBN 4041375339
- 伊東潤 『吹けよ風呼べよ嵐』  祥伝社 2016年

### 映画
- 川中島合戦（1941年、東宝､武田信玄…大河内伝次郎,上杉謙信…市川猿之助､山本勘助…小杉義男、作曲…山田耕筰)
- 風林火山（1969年、東宝、山本勘助…三船敏郎、武田信玄…中村錦之助、上杉謙信…石原裕次郎）
- 戦国自衛隊（1979年、東宝、伊庭義明三尉…千葉真一、長尾景虎…夏八木勲、武田信玄…田中浩）
- 天と地と（1990年、東宝、上杉謙信…榎木孝明、武田信玄…津川雅彦）

### テレビドラマ
- 天と地と（1969年、NHK大河ドラマ、上杉謙信…石坂浩二、武田信玄…高橋幸治）
  - 川中島の戦いはDVD『NHK想い出倶楽部2～黎明期の大河ドラマ編～ (5)「天と地と」』に収録。その他の映像は現存しない。
- 武田信玄（1988年、NHK大河ドラマ、武田信玄…中井貴一、上杉謙信…柴田恭兵）
  - 第27回 『川中島血戦（一）』、第28回 『川中島血戦（二）』。当時の大河ドラマとしては最大規模のロケを敢行した。この回はDVD『NHK 大河ドラマ 武田信玄 完全版 第壱集』に収録されている。
- 風林火山（1992年、日本テレビ、山本勘助…里見浩太朗、武田信玄…舘ひろし、上杉謙信…髙嶋政宏）
- 風林火山（2006年、テレビ朝日、山本勘助…北大路欣也、武田信玄…松岡昌宏、上杉謙信…徳重聡）
- 風林火山（2007年、NHK大河ドラマ、山本勘助…内野聖陽、武田信玄…二代目市川亀治郎、上杉謙信…Gackt）
  - 第四次川中島の戦いが最終回（本作の主人公である山本勘助がこの戦いで戦死するため）。本作最大のクライマックスとなった。
- テレビ朝日開局50周年記念ドラマスペシャル 天と地と（2008年、テレビ朝日、上杉謙信…松岡昌宏、武田信玄…渡部篤郎）
- 戦国ヤンキー 川中島学園（2010年、tvk他4局共同制作『戦国鍋TV 〜なんとなく歴史が学べる映像〜』内コーナードラマ、上杉謙信…與真司郎、武田信玄…鈴之助、山本勘助…石井智也）
  - 戦いを（制作・放送時点での）現代の高校に於ける不良グループの抗争に置き換え、『クローズZERO』風の世界観で描いた作品。

### ゲーム
- 風林火山（バンダイifシリーズ）
- 川中島合戦（エポック社EWEシリーズ）
- 武田騎馬軍団（エポック社）
- 関東制圧（ツクダホビー）
- 甲斐の虎（ツクダホビー）
- 信玄vs謙信〜川中島血戦〜（翔企画）
- 川中島軍記（ウォーゲーム日本史）
- シミュレーションウォーゲーム 川中島の合戦（1981年 光栄マイコンシステム）